# Dave Baksh
David Nizaam "Brownsound" Baksh (narozen 26. června 1980 Toronto, Ontario, Kanada), byl lídr heavy metalové skupiny Brown Brigade. Svoji kariéru odstartoval ve slavné pop punkové kapele Sum 41, od které odešel pro svoji touhu hrát klasičtější metalovou hudbu, ale v roce 2015 se opět stal jejím členem.

## Diskografie

### Sum 41
- Half Hour Of Power (1999/2000)
- All Killer No Filler (2001)
- Does This Look Infected? (2002)
- Chuck (2004)
- Go Chuck Yourself (2005/2006)
- Underclass Hero (2007)

### Brown Brigade
- Appetizer for Destruction (2006)
- Into the Mouth of Badd(d)ness (2007)
- Buds for Life (2008)
- Guyanese Democracy (2008)